# Fernandez (inslagkrater)
Fernandez is een inslagkrater op Venus. Fernandez werd in 1985 genoemd naar de Spaanse actrice María Antonia Vallejo Fernández (1751–1787).
De krater heeft een diameter van 20,6 kilometer en bevindt zich in het quadrangle Snegurochka Planitia (V-1).